# ستيفان هينتشوز
ستيفان هينتشوز، من مواليد 7 سبتمبر 1974 في بيلينس في سويسرا، لاعب كرة قدم سويسري.
بدأ مسيرته الكروية مع نادي نيوشاتل إكساماس في عام 1992، ولعب معهم حتى عام 1995، وشارك معهم في 91 مباراة وسجل هدف واحد، وفي عام 1995 انتقل إلى نادي هامبورغ الألماني، ولعب معهم حتى عام 1997، وشارك معهم في 49 مباراة وسجل هدفين، وفي عام 1997 انتقل إلى نادي بلاكبيرن روفرز الإنجليزي، ولعب معهم حتى عام 1999، وشارك معهم في 71 مباراة، وفي عام 1999 انتقل إلى نادي ليفربول الإنجليزي، ولعب معهم حتى عام 2005، وشارك معهم في 135 مباراة، وفي عام 2005 انتقل إلى نادي سيلتك الإسكتلندي، ولعب معهم 6 مباريات، وفي موسم 2005/2006 انتقل إلى نادي ويغان أثلتك الإنجليزي، ولعب معهم 26 مباراة، ومنذ عام 2006 وهو يلعب مع نادي بلاكبيرن روفرز الإنجليزي.
و قد لعب مع منتخب سويسرا لكرة القدم بين عامي 1993 و2005، وشارك معهم في 68 مباراة.

## روابط خارجية
- ستيفان هينتشوز على موقع الاتحاد الدولي (مؤرشف)  (الإنجليزية)
- ستيفان هينتشوز على موقع الاتحاد الأوربي (الإنجليزية)
- ستيفان هينتشوز على موقع قاعدة بيانات كرة القدم.إي يو (الإنجليزية)
- ستيفان هينتشوز على موقع ناشيونال فوتبول تيمز (الإنجليزية)
- ستيفان هينتشوز على موقع Soccerbase.com (لاعب) (الإنجليزية)
- ستيفان هينتشوز على موقع عالم كرة القدم.نت (الإنجليزية)
- ستيفان هينتشوز على موقع كووورة